# Háje (Bratislava)

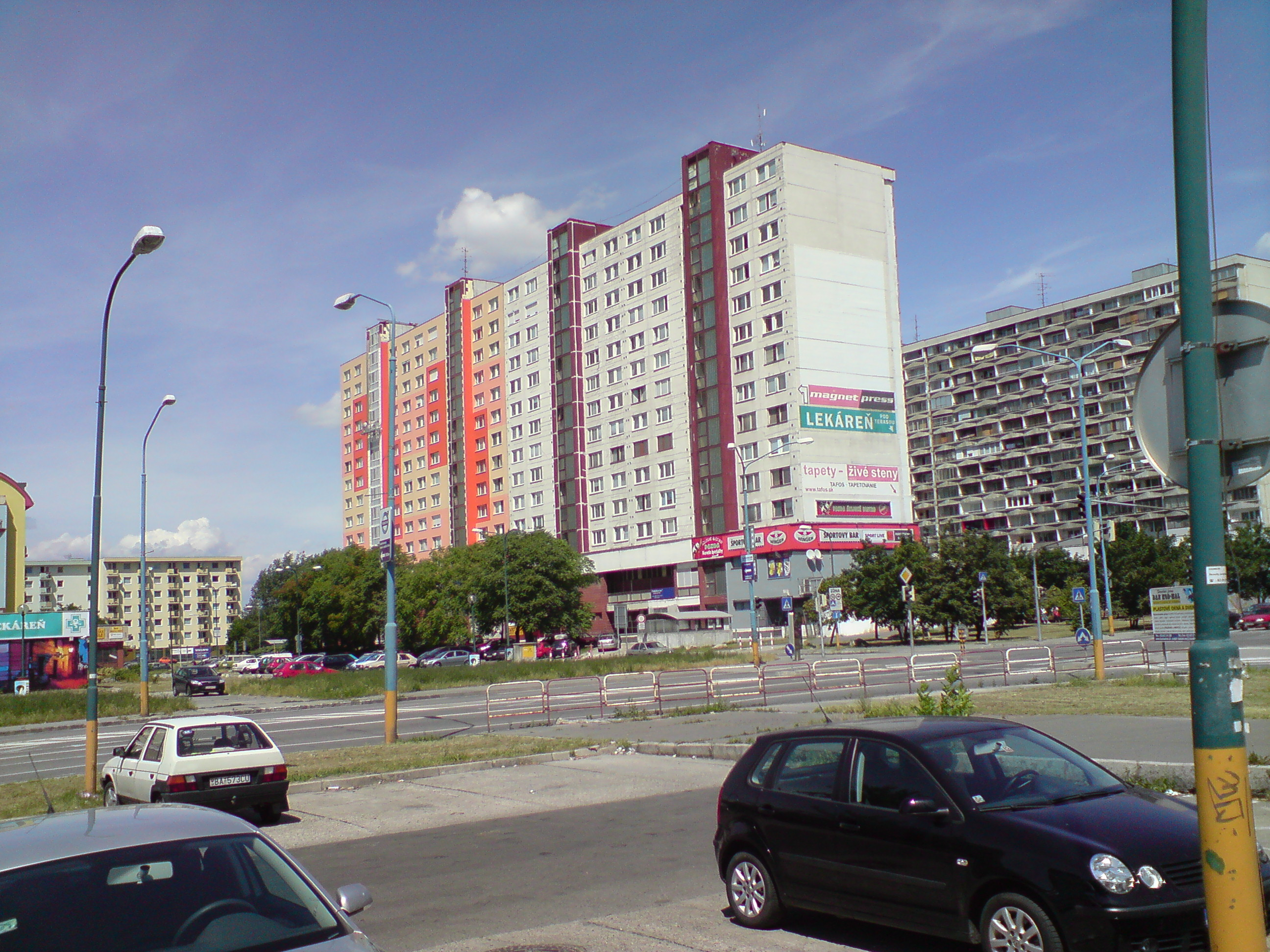
Šustekova ulice v Bratislavě-Petržalce

Háje jsou místní část slovenského hlavního města Bratislava v městské části Petržalka.
Nacházejí se mezi střední částí Petržalky a severovýchodní částí po Ekonomickou univerzitu. Háje jsou tvořeny dílčími částmi Starý háj, Zrkadlový háj a bloky Háje I. až IV.
Pojmenování vzniklo zevšeobecněním jednotlivých menších lesů a hájů nacházejících se na pravém břehu řeky Dunaje. Původně se zde nalézalo území s nivami, háji a luhy. Dnes se zde nalézá nízká zástavba s dostihovou dráhou, bohatými háji a lesoparkem.